# Vrachonisída Piáto (ö i Grekland, lat 37,35, long 26,76)
Vrachonisída Piáto är en ö i Grekland.   Den ligger i prefekturen Nomós Dodekanísou och regionen Sydegeiska öarna, i den östra delen av landet, 280 km öster om huvudstaden Aten.
Terrängen på Vrachonisída Piáto är varierad. Öns högsta punkt är 9 meter över havet. 